# Slavhostice
Slavhostice (en allemand : Slawostitz) est une commune du district de Jičín, dans la région de Hradec Králové, en République tchèque. Sa population s'élevait à 126 habitants en 2022.

## Géographie
Slavhostice se trouve à 7 km à l'est-sud-est de Kopidlno, à 15 km au sud de Jičín, à 36 km à l'ouest-nord-ouest de Hradec Králové et à 70 km à l’est-nord-est de Prague.
La commune est limitée par Češov au nord, par Kozojedy et Žlunice à l'est, par Chroustov au sud, et par Židovice et Vršce à l'ouest.

## Histoire
La première mention écrite de la localité date de 1371.

## Galerie

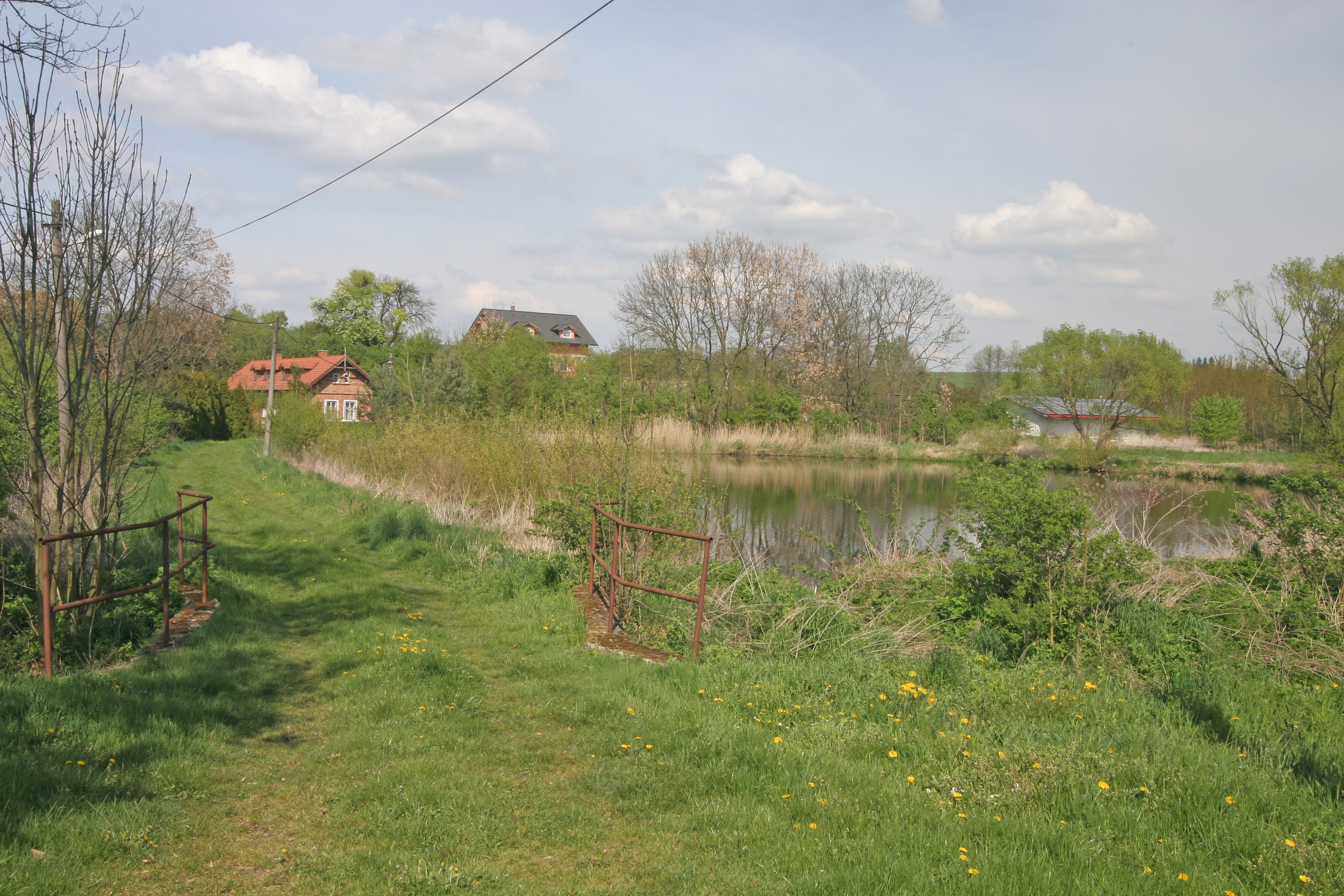
Étang à Slavhostice.
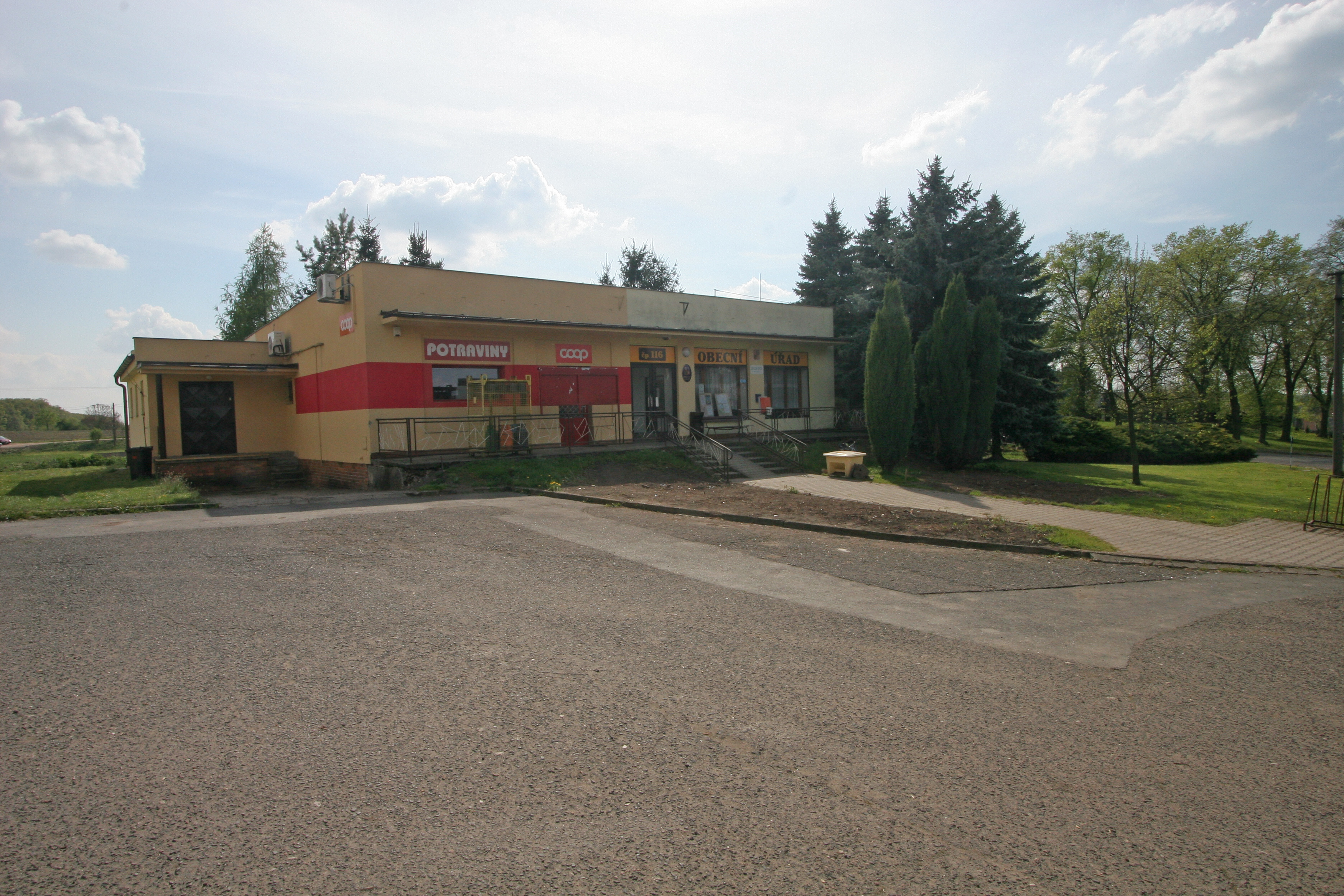
Mairie et superette à Slavhostice.

## Transports
Par la route, Slavhostice se trouve à 8 km de Kopidlno, à 16 km de Jičín, à 46 km de Hradec Králové et à 93 km de Prague. 